# Kawakami Gen’ichi

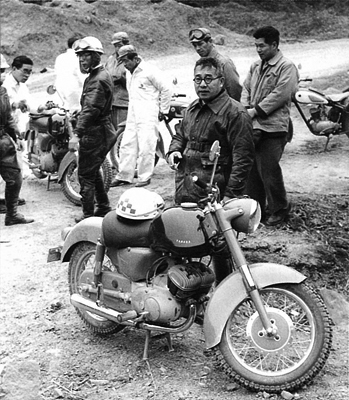
Kawakami hinter einem Motorrad seiner Firma

Kawakami Gen’ichi (japanisch 川上 源一; geboren 30. Januar 1912 in Hamamatsu (Präfektur Shizuoka); gestorben 25. Mai 2002 daselbst) war von 1950 bis 1992 mehrfach Präsident von Yamaha.

## Leben und Werk
Kawakami Gen’ichi war der älteste Sohn von Kawakami Ka’ichi (川上 嘉市; 1885–1964), dem 3. Präsidenten des heute „Yamaha“ genannten Unternehmens. Kawakami machte seinen Studienabschluss an der „Takachiho Commercial School“ (高千穂高等商業学校, Takachiho kōtō sangyō gakkō), der heutigen „Takachiho Universität“ (高千穂大学).
1938 trat Kawakami in die von seinem Vater geleitete Firma ein, die damals „Nippon Gakki Seizō“ (日本楽器製造) hieß, und wurde 1950 sein Nachfolger. 1955 trennte er die Abteilung für Motorräder ab und machte sie als Yamaha Motors Co. Ltd. selbständig. 1977 zog sich Kawakami aus der Firmenleitung zurück, übernahm sie aber nach drei Jahren wieder, weil er mit der Strategie seines Nachfolgers nicht einverstanden war. 1983 setzte er seinen Sohn Hiroshi (川上浩; * 1942) als Nachfolger ein, war aber auch mit ihm nicht zufrieden.
1992 zog sich Kawakami endgültig aus der Firmenleitung zurück und gründete die „Yamaha ongaku shinkō-kai“ (ヤマハ音楽振興会) – etwa „Yamaha Fördergesellschaft für Musik“, die heute landesweit eine Kette von Musikschulen betreibt.